# Philip C. Brunner
Philip Christian Brunner (* 28. Mai 1955 in Zürich) ist ein Schweizer Politiker (SVP) und Unternehmer aus Zug.

## Leben
Philip C. Brunner ist in Zürich geboren und aufgewachsen. Seit 1996 ist er Mitglied der Zunft zur Schmiden in Zürich. Nach der eidgenössischen Matura Typ E absolvierte er die "Ecole hôtelière Lausanne EHL" sowie unter anderem ein Nachdiplomstudium in Hotelmanagement. Er war mehrere Jahre in führenden Funktionen in der Hotellerie in Zürich tätig, darunter als Direktor des Hotel Pullmann Continental oder als Direktor des Mövenpick Dreikönighaus. Brunner war zudem mehrere Jahre in Südafrika und in Köln beruflich tätig, dies ebenfalls in Kaderpositionen in der Hotellerie. Im Jahr 1995 wurde er zum Direktor des Parkhotel Zug & Congress Center Metalli Zug (CCMZ) berufen und verlegte seinen Wohnsitz nach Zug. Von 2000 bis 2020 führte er mit seiner Frau als selbstständiger Unternehmer das Swisshotel in Zug. Seit 2021 ist Brunner beratend tätig und unter anderem Verwaltungsratspräsident der Parkleitsystem Zug AG.

## Politik
Philip C. Brunner stieg 2005 als Vorstandsmitglied der SVP Stadt Zug in die Politik ein. Noch heute gehört er diesem Vorstand an und war unter anderem fünf Jahre Präsident der SVP Stadt Zug sowie mehrere Jahre Vizepräsident. Am 27. Januar 2009 rückte er als Gemeinderat in den Grossen Gemeinderat von Zug (Stadtparlament) nach. In den Gesamterneuerungswahlen 2010 wurde er als Gemeinderat wiedergewählt und neu in den Kantonsrat gewählt. Bei den Zuger Gesamterneuerungswahlen 2014, 2018 und 2022 wurde er als Gemeinderat und als Kantonsrat jeweils wiedergewählt. Seit 2011 amtiert Brunner zudem als Präsident der einflussreichen Geschäftsprüfungskommission des Grossen Gemeinderates von Zug. Im Januar 2021 wurde Philip C. Brunner von der SVP-Kantonsratsfraktion zum Fraktionspräsidenten gewählt. Im Zuger Kantonsrat ist er unter anderem Mitglied der engeren Staatswirtschaftskommission und diverser ständiger sowie Ad-hoc-Kommissionen.
Im Jahr 2010 kandidierte Philip C. Brunner als Stadtrat von Zug und erzielte im damaligen Proporz 2241 Stimmen, 2018 erzielte er im Majorz 1958 Stimmen. Im Weiteren kandidierte er 2007, 2015, 2019 und 2023 auf Nebenlisten der SVP Kanton Zug für den Nationalrat. Im Jahr 2011 kandidierte er für den Ständerat und erzielte mit 10'612 Stimmen das drittbeste Ergebnis und einen Vorsprung von mehr als 4000 Stimmen auf den viertplatzierten Kandidaten.

## Militär
Brunner leistete als Infanterieoffizier und Kompaniekommandant im Range eines Hauptmannes über 1000 Diensttage. Mittlerweile ausser Dienst engagiert er sich als Mitglied der Offiziersgesellschaft des Kantons Zug.